# Potamilus alatus
Potamilus alatus är en musselart som först beskrevs av Thomas Say 1817.  Potamilus alatus ingår i släktet Potamilus och familjen målarmusslor. IUCN kategoriserar arten globalt som livskraftig. Inga underarter finns listade i Catalogue of Life.